# Яніс Спруктс
Яніс Спруктс (латис. Jānis Sprukts; 31 січня 1982, м. Рига, Латвія) — латвійський хокеїст, центральний нападник. Виступає за ЦСКА (Москва) у Континентальній хокейній лізі.
Виступав за «Ессаміка/Юніорс», «Лукко» (Раума), «Спорт» (Вааса), «Огре», «Оденсе Бульдогс», ХК «Рига 2000», ГПК (Гямеенлінна), «Рочестер Американс» (АХЛ), «Флорида Пантерс», «Динамо» (Рига).
В чемпіонатах НХЛ — 14 матчів (1+2). В чемпіонатах Фінляндії провів 97 матчів (30+27), у плей-оф — 16 матчів (3+5).
У складі національної збірної Латвії учасник зимових Олімпійських ігор 2010 (4 матчі, 0+1), учасник чемпіонатів світу 2000, 2003, 2005, 2006, 2008, 2009, 2010 і 2012 (54 матчі, 4+16). У складі молодіжної збірної Латвії учасник чемпіонатів світу 2000 (група B) і 2001 (дивізіон I). У складі юніорської збірної Латвії учасник чемпіонатів Європи 1999 (дивізіон I) і 2000 (група B).
Досягнення
- Чемпіон Фінляндії (2006)
- Бронзовий призер чемпіонату Данії (2004).